# Het jubilee
Het jubilee is het 100e stripverhaal van Jommeke. De reeks wordt getekend door striptekenaar Jef Nys.

## Verhaal
In dit album vieren de personages het honderdste Jommekesalbum in het kasteel van de Gravin van Stiepelteen. Iedereen, inclusief de booswichten Anatool, Kwak en Boemel zijn van de partij. Madam Pepermunt heeft een origineel cadeau voor Jommeke, namelijk een gouden Jommekesbeeld. Tijdens het feest ontdekt Jan Haring dat het gouden Jommekesbeeld verdwenen is. De Koningin van Onderland blijkt het te hebben gestolen omdat ze niet was uitgenodigd.  Jommeke en zijn vrienden willen het beeld terug, maar worden al gauw gevangengenomen door haar. De andere feestvierders schieten te hulp en bevrijden hen, terwijl Mataboe Zazof en de koningin uitschakelt. Uiteindelijk wordt het feest probleemloos verder gezet. Enige tijd later krijgt Jommeke een tweede gouden Jommekesbeeld cadeau van de Propere Voeten. Jommeke schenkt zijn tweede beeld weg aan een goed doel.

## Achtergronden bij het verhaal
- In dit album maakt Zazof, de knecht van de koningin van Onderland, zijn debuut. Hij is later ook nog te zien in album 118, 164, 249, 266, 267, 285, 297, 298, 301 en 303.
- Dit is het derde album waarin de koningin van Onderland voorkomt, sinds album 40. Na dit verhaal komt ze vaker voor in de reeks, doch minder vaak dan Anatool of Kwak en Boemel.
- Dit is het eerste Jommekesverhaal waarin een groot feest voor Jommeke plaatsvindt, met veel figuren uit voorgaande verhalen. Dit is later opnieuw het geval in Feest in Zonnedorp.